# Der Geschmack von Leben
Der Geschmack von Leben ist ein deutscher Spielfilm von Roland Reber und Mira Gittner aus dem Jahr 2017.

## Handlung
Die lebensfrohe und sexuell abenteuerlustige Nikki ist Video-Bloggerin und fährt mit ihrem Land-Rover durch das Land, um mit Menschen über das Leben zu philosophieren. Dabei werden Themen wie Liebe, Schuld, Vergänglichkeit und Lust thematisiert. In Einspielern namens „Fi(c)ktion des Monats“ werden verschiedene sexuelle Fantasien präsentiert. Zum Schluss moderiert sie ihre eigene Talk-Runde mit dem Thema „Mann“.

## Hintergrund
Nachdem die Besetzung stand, begann die Ideenentwicklung für das Drehbuch. Es sollte kein narrativer Film werden. Es sollte keine Erklärungen geben. „Ich habe dann zur Inspiration in Rolands Textarchiv gestöbert und fand so viele Texte, die viel zu schade waren, um in der Kiste zu verstauben.“ (Mira Gittner) „Wir hatten in den letzten Jahren so viele Begegnungen mit Menschen und deren Geschichten, die wir schon lange in einen Film integrieren wollten.“ (Roland Reber) „Die beste Plattform für den seelischen Exhibitionismus bietet heute das Internet.“ (Antje Nikola Mönning) So entstand die Grundidee der Video-Bloggerin Nikki, die die Menschen und ihre Geschichten mit ihrer Kamera einfängt, ohne sie zu kommentieren.
Der Film entstand wie schon 24/7 The Passion of Life (2005) bei der Filmproduktionsgesellschaft WTP International in einem „unkontrollierten Freiraum, wo keine öffentlichen Fördermittel fließen, aber auch keine Sender-Redakteure normierenden Einfluss ausüben“. 
Der Film feierte seine Weltpremiere auf den 51. Hofer Filmtagen 2017 sowie seine internationale Premiere auf dem Brussels International Fantastic Film Festival (BIFFF) in Belgien 2018. Der Film hatte am 22. Februar 2018 seinen Kinostart und erschien am 26. Oktober 2018 auf DVD und online.